# Xiao Zhenghua
Xiao Zhenghua (chinesisch 肖正华, Pinyin Xiao Zhenghua; * 1. September 2002) ist eine chinesische Tennisspielerin.

## Karriere
Xiao spielt überwiegend Turniere auf der ITF Women’s World Tennis Tour, bei der sie bislang neun Titel im Doppel gewonnen hat.

## Turniersiege

### Doppel
| Nr. | Datum            | Turnier             | Kategorie | Belag     | Partnerin      | Finalgegnerinnen                              | Ergebnis          |
| --- | ---------------- | ------------------- | --------- | --------- | -------------- | --------------------------------------------- | ----------------- |
| 1.  | 24. Februar 2024 | Nakhon Si Thammarat | ITF W15   | Hartplatz | Guo Meiqi      | Yao Xinxin Zheng Wushuang                     | 6:3, 6:4          |
| 2.  | 1. Juni 2024     | Monastir            | ITF W15   | Hartplatz | Xu Jiayu       | Zeel Desai Naima Karamoko                     | 7:67, 7:5         |
| 3.  | 22. Juni 2024    | Luzhou              | ITF W35   | Hartplatz | Huang Yujia    | Sun Yifan Wang Meiling                        | 7:65, 6:0         |
| 4.  | 13. Juli 2024    | Tianjin             | ITF W35   | Hartplatz | Guo Meiqi      | Sakura Hosogi Misaki Matsuda                  | 6:4, 6:2          |
| 5.  | 31. August 2024  | Jinan               | ITF W50   | Hartplatz | Guo Meiqi      | Feng Shuo Liu Fangzhou                        | 6:3, 1:6, [10:5]  |
| 6.  | 18. Januar 2025  | La Marsa            | ITF W50   | Hartplatz | Yuan Chengyiyi | Anastassija Gassanowa Anastassija Solotarjowa | 2:6, 7:5, [10:8]  |
| 7.  | 25. Januar 2025  | La Marsa            | ITF W50   | Hartplatz | Guo Meiqi      | Ángela Fita Boluda Ylena In-Albon             | 6:3, 6:4          |
| 8.  | 8. Februar 2025  | Monastir            | ITF W15   | Hartplatz | Guo Meiqi      | Sara Daavettila Martha Matoula                | 4:6, 7:65, [10:8] |
| 9.  | 9. August 2025   | Lu'an               | ITF W15   | Hartplatz | Huang Yujia    | Wang Jiaqi Yuan Chengyiyi                     | 6:1, 6:4          |